# Au bord de l'Adour
Au bord de l'Adour est une comédie en un acte et en vers, écrite par Jules Verne en 1855, qui ne fut jamais représentée.

## Argument
Une femme fuit son mari et veut rejoindre son oncle. Mais elle doit traverser l'Adour. Son mari, en fuyant de son côté, prend le même chemin… Heureusement, Rémy, étrange ermite et admirateur d'Horace, les réconcilie…

## Personnages
- Albert de Nérives
- Clémentine
- Rémy[1]

## Commentaires
Au bord de l'Adour est loin d'être la première pièce de Jules Verne, car écrite en 1855. Il a déjà connu un succès d'estime, grâce à Alexandre Dumas fils, avec Les Pailles rompues, en 1850. À cette époque, Verne est un célibataire endurci et meneur du groupe Les Onze sans femme. Mais il a déjà commencé à changer d'avis sur l'hyménée. Dans la correspondance avec sa mère, il lui demande même à plusieurs reprises de lui trouver une épouse. Peut-être est-ce fanfaronnade de sa part. Deux ans plus tard, il se mariera avec Honorine de Viane, mais ne connaîtra jamais le bonheur conjugal. En tout cas, le sujet de la pièce est la défense du mariage.
Sans doute, l'influence du théâtre de l'époque se fait-elle sentir. Eugène Scribe a connu la célébrité avec ces vaudevilles à la mode et Émile Augier ne tarde pas à suivre cette piste avec succès. Les personnages et l'intrigue semblent d'ailleurs tout droit sortis de ce genre théâtral.
La pièce est très courte et compte peu de personnages. Trois sur la scène, plus deux simplement évoqués : l'oncle et un enfant imaginaire. Curieusement, c'est celui qui devait les séparer en les emmenant sur l'autre rive, qui les réunit en leur faisant prendre conscience du malentendu dans lequel ils vivent. On trouve dans cette pièce la vivacité de Jules Verne, vivacité des dialogues qui fera merveille dans ses futurs romans. D'ailleurs, la drôlerie, qui se retrouve ici, est une des particularités de son écriture. 